# Drapeau de l'Angleterre
Ne doit pas être confondu avec Drapeau du Royaume-Uni.
Pour les drapeaux similaires, voir Drapeaux ressemblant aux emblèmes de la Croix-Rouge.

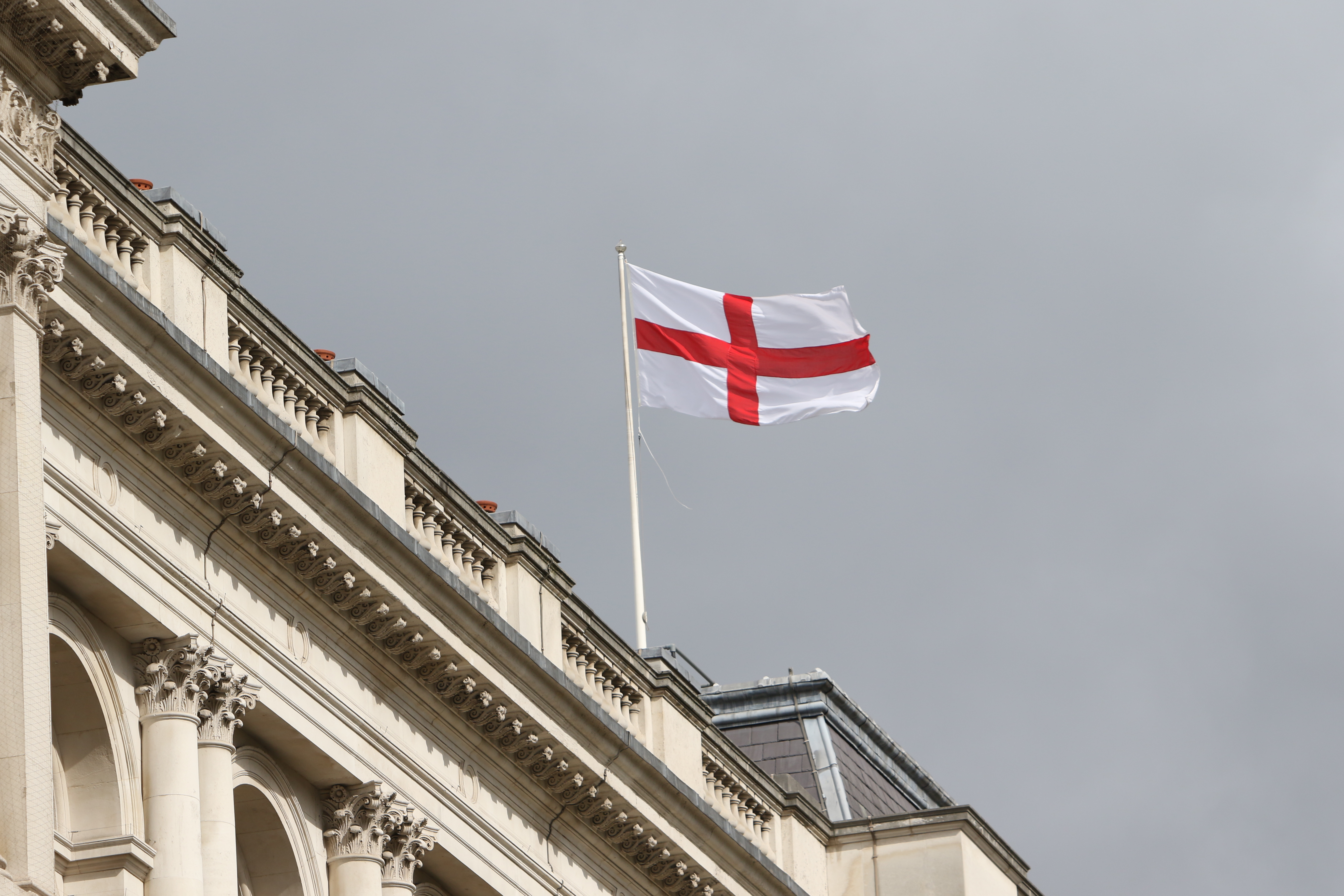
Drapeau au vent

Le drapeau de l'Angleterre est constitué d'une croix rouge sur fond blanc. Il représente la croix de saint Georges.

## Histoire
La légende de saint Georges terrassant le dragon date du XIIe siècle et il devint le saint patron de l’Angleterre au XIIIe siècle. L’usage de ce drapeau remonte à la fin du XIIe siècle, à l’époque où les navires commerçants anglais naviguant en Méditerranée étaient protégés par Gênes, en échange d’un tribut annuel. Les bateaux portaient donc le drapeau de la ville, la croix rouge. Le drapeau actuel de la ville de Gênes, Bologne et les drapeaux des villes de Milan et Fribourg-en-Brisgau, sont très similaires.
Par ailleurs, pour des raisons de simplicité, le rouge étant une couleur facile à obtenir au Moyen Âge, l’Église et les peintres religieux représentaient également la Sainte Croix en rouge pour signifier l'autorité de l'Église. Toutes les autres croix utilisées en héraldique, comme la Croix de Savoie par exemple, sont des dérivés de la Sainte Croix.
Lorsque l’Angleterre et l’Écosse furent unifiées, le nouveau drapeau, l’Union Jack reprit la croix de saint Georges associée à la croix de saint André.

## Usage
Le drapeau de l'Angleterre, comme l’Union Jack, peut être hissé par les citoyens anglais, mais seulement sur la terre. Sur les navires, le drapeau est seulement utilisé par les amiraux de la marine royale britannique, et les bateaux civils anglais ont l'interdiction de le hisser.

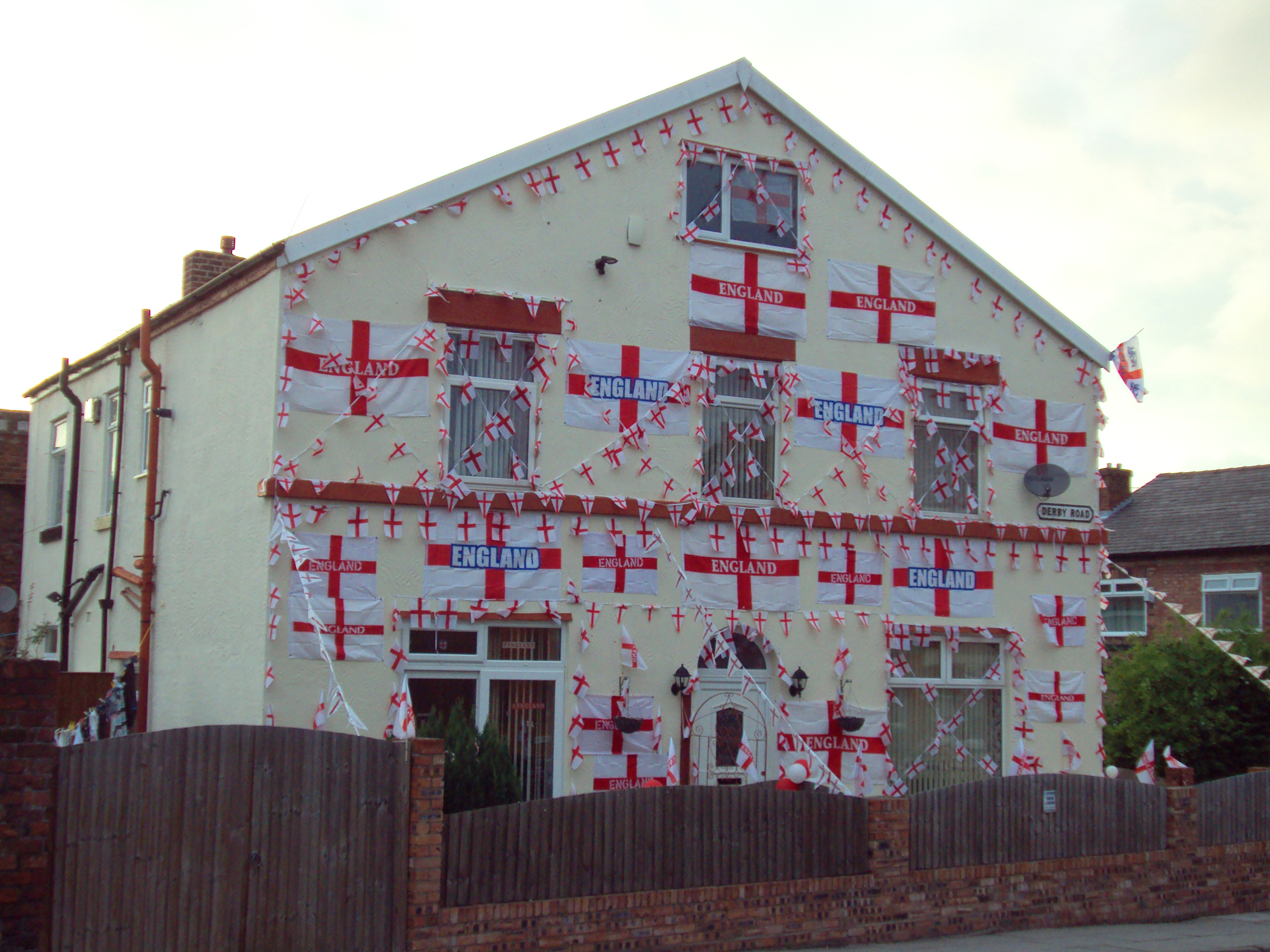
Maison décorée en Angleterre durant la Coupe du monde de football de 2010.
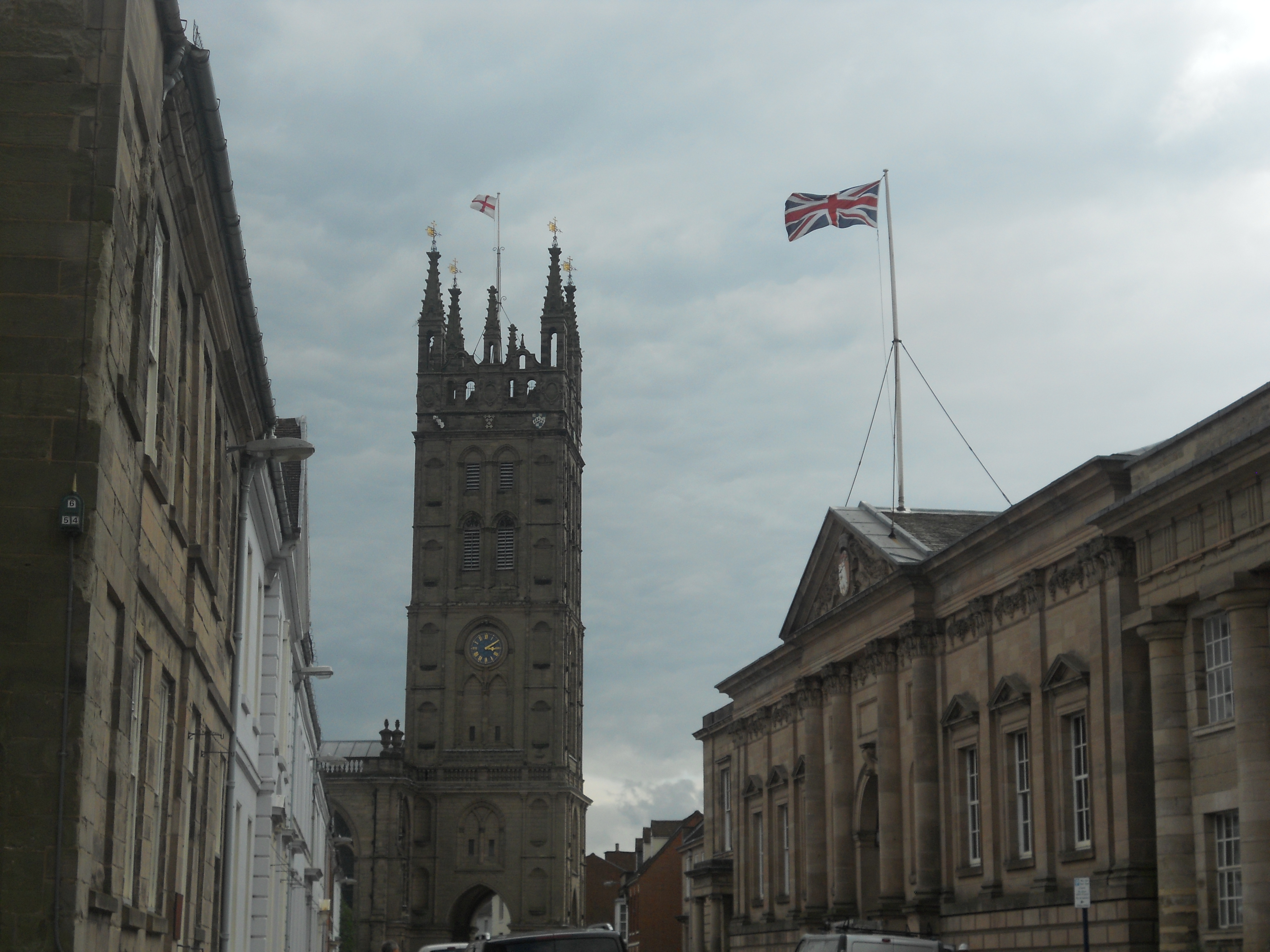
Drapeaux du Royaume-Uni (avant-plan) et de l'Angleterre (arrière-plan) flottant sur la ville de Warwick.
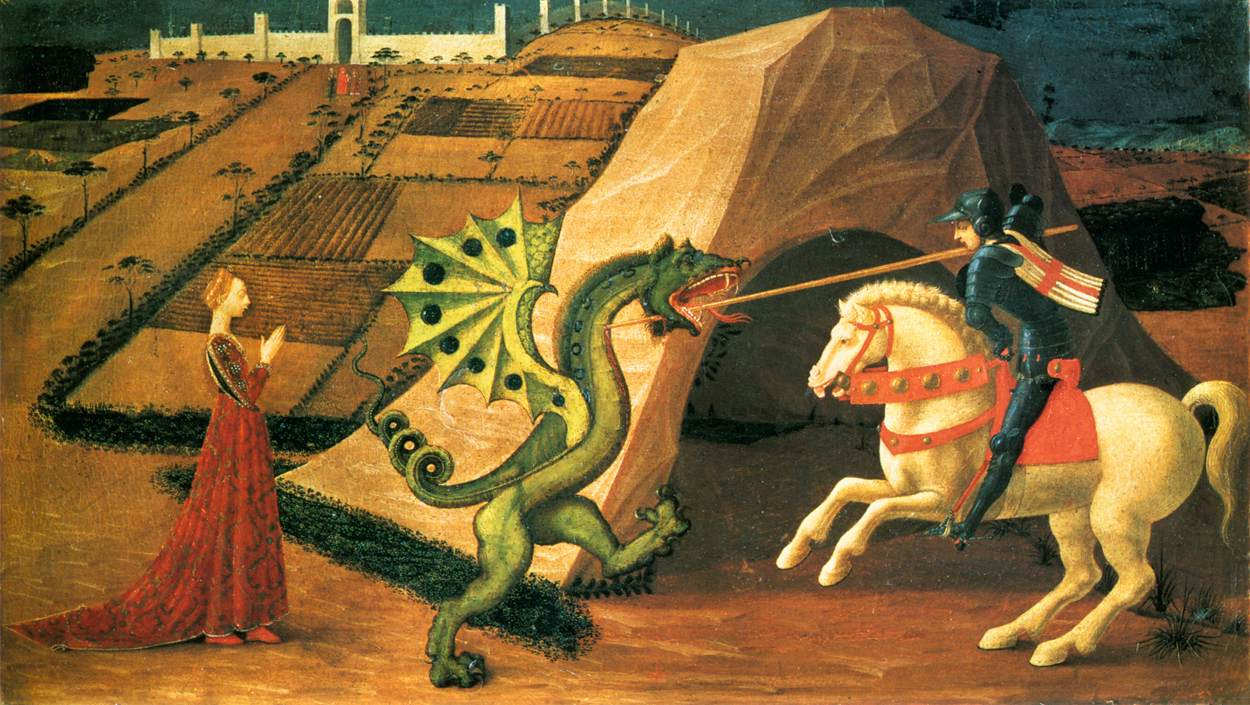
Saint Georges terrassant le dragon porte les couleurs de la croix de Saint Georges, par Paolo Uccello (1439-1440).
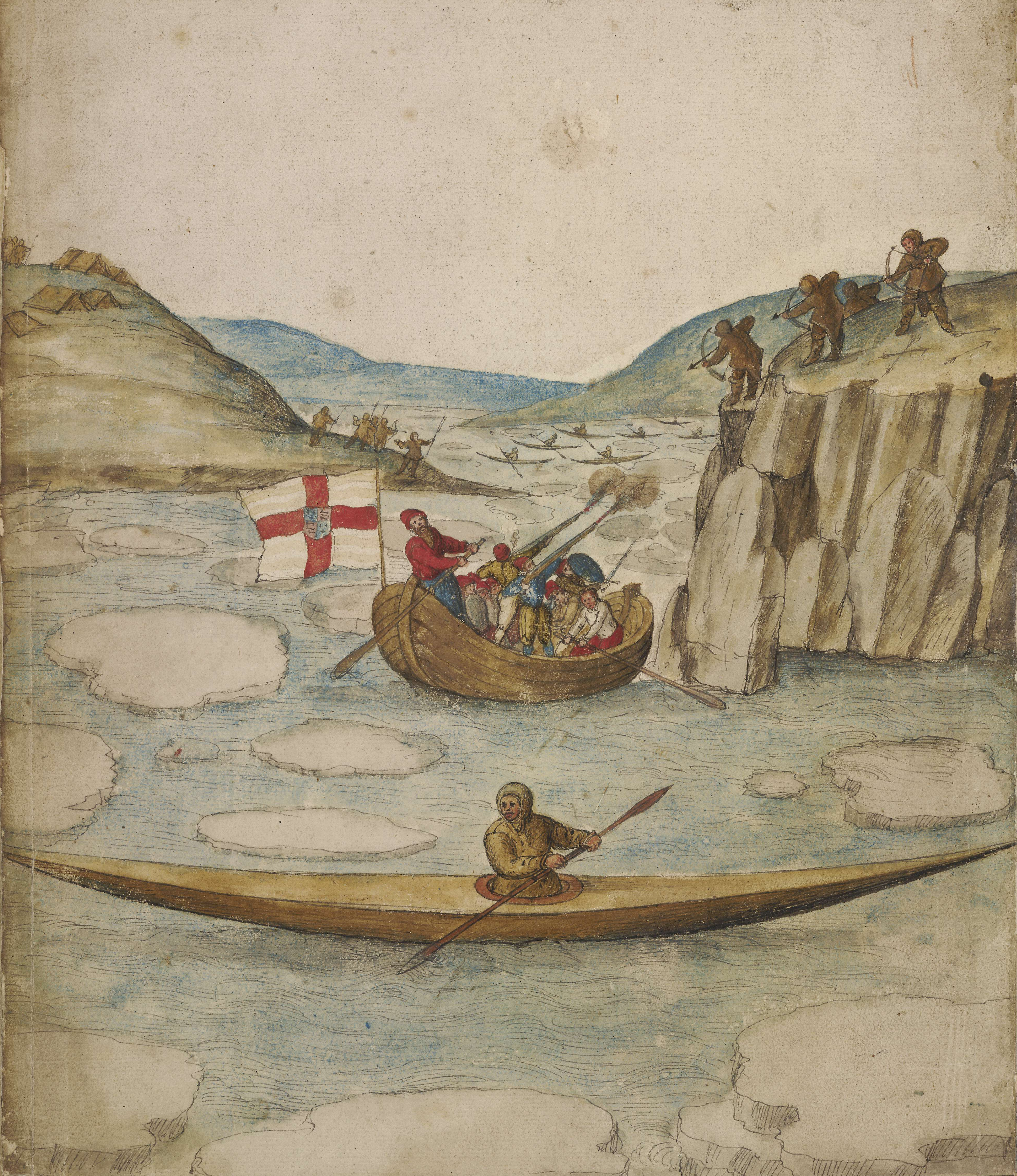
Escarmouche entre Anglais et Inuits lors de l'expédition de Martin Frobisher à l'île de Baffin, par John White.